# فن پروکومون
فن پروکومون (انگلیسی: Phenprocoumon) یک داروی ضدانعقاد طولانی‌اثر بوده و از مشتقات کومارین است. این دارو آنتاگونیست ویتامین K بوده و با مهار سنتز تعدادی از فاکتورهای انعقادی از انعقاد خون جلوگیری میکند. از این دارو در پیشگیری و درمان اختلالات ترومبوآمبولیک از جمله ترومبوز و آمبولی ریه استفاده میشود. 